# Vincenzo Acquaviva
Pour les articles homonymes, voir Acquaviva.
Vincenzo Acquaviva, né le 5 août 1832 à Foggia et mort le 7 septembre 1902 à Naples, est un peintre italien.

## Biographie
Vincenzo Acquaviva est né en 1832 à Foggia. Il est initialement élève de Domenico Caldara à Foggia,.
À l'âge de 18 ans, il va à l'institut des beaux-arts à Naples. Son premier travail important est une peinture qu'il produit pour la ville natale. En 1864, il s'installe à Naples.
Vincenzo Acquaviva est mort à Naples en 1902.